# 坂井紀雄
坂井 紀雄（さかい のりお、1957年2月11日 - ）は、日本の歌手、ベーシスト、ソングライター、編曲家、音楽プロデューサー。

## 来歴・人物
北海道出身。北海高等学校、北海学園大学出身。札幌を拠点に三国義貴らとともにバンド「ザ・フェアリー」を結成しベース・ボーカルを担当していたが、「マライア」の事務所関係者の紹介により、キーボーディスト・笹路正徳に誘われて上京を決意。
1983年、デビューに先駆けて、稲垣潤一のサポート・バンド「TOPICS」にベーシスト兼コーラスとして参加し、コンサート・ツアー並びにレコーディングでも活躍。
同年、ロック・バンド「ナスカ」（Key.笹路正徳、G.土方隆行、Vo.&B.坂井紀雄、Ds.辻野リューベン）のボーカリスト兼ベーシストとしてアルバム『Words Of Love』でCBS・ソニーからデビュー。1987年の活動停止までに計3枚のアルバムを発表。ナスカの活動と平行して楽曲提供やスタジオ・ミュージシャンとしての演奏活動を継続。
1985年にはソロ・デビュー・アルバム『Sail Away』、シングル「Sail Away」、1986年にはセカンド・ソロ・アルバム『NATURALLY』が、笹路のプロデュース・ナスカ・メンバーの演奏によりキングレコードから発売された。
作詞家・作曲家としては、斉藤さおり（麻倉あきら）、甲斐よしひろ、かとうれいこ、SHAZNA、ZIGGY、田村直美、中村あゆみ、PUFFY、FLIP-FLAPなど、多くのアーティストに歌詞や楽曲を提供したり、音楽プロデューサー・編曲家としてWhiteberryを手掛けている。
また、日本では数少ないボーカル・プロデューサーとして上原多香子、プリンセス・プリンセス、LINDBERGなどを手掛けている。
一時、難波弘之の率いるバンド、センス・オブ・ワンダーに参加している。
現在は音楽活動の傍ら、洗足学園音楽大学で講師も務める。

## ディスコグラフィ

### シングル
|     | 発売日         | タイトル  | c/w   | 規格品番   |
| --- | -------------- | --------- | ----- | ---------- |
| 1st | 1985年08月21日 | Sail Away | SARAH | K07S-10042 |

### アルバム
|     | 発売日         | タイトル  | 規格品番 |
| --- | -------------- | --------- | -------- |
| 1st | 1985年08月21日 | Sail Away | K28A 668 |
| 2nd | 1986年06月21日 | NATURALLY | K28A 749 |

### アニメソング
- 愛は光の中で（1983年、『愛してナイト』挿入歌）※堀江美都子とのデュエット
- Oh! Yeah! ジュリアーノ（1983年、『愛してナイト』イメージソング）※「Woo」名義
- 悲しみのベアー・クロー(ウォーズマンのテーマ)（1984年、『キン肉マン』イメージソング）※「Woo」名義
- ソルジャー・ブルー（1988年、『機甲猟兵メロウリンク』オープニングテーマ）
- レッツ・マイトガイン!!（1993年、『勇者特急マイトガイン』挿入歌）※「露湖藻雷蔵」名義
- グレート・ダッシュ!!（1993年、『勇者特急マイトガイン』挿入歌）※「露湖藻雷蔵」名義。露湖藻海蔵（高尾直樹）とのデュエット

### 特撮ソング
- Long Long ago, 20th Century（1987年、『仮面ライダーBLACK』エンディングテーマ）
- 炎のメッセンジャー（1988年、『電脳警察サイバーコップ』挿入歌）
- 夢のヒーロー（1993年、『電光超人グリッドマン』オープニングテーマ）
- もっと君を知れば（1993年、『電光超人グリッドマン』エンディングテーマ）
- ペガサスサンダーGO! GO! GO!（1996年、『激走戦隊カーレンジャー』挿入歌）※歌詞が一部異なる別バージョンも発表されている。
- SHOOT! カーレンジャー（1996年、『激走戦隊カーレンジャー』挿入歌）
- 絶対勝利だ! VRV（1996年、『激走戦隊カーレンジャー』挿入歌）
- Mighty! メガレンジャー（1997年、『電磁戦隊メガレンジャー』挿入歌）
- DigDug! デジタンク（1997年、『電磁戦隊メガレンジャー』挿入歌）
- 銀河を守れ! メガボイジャー（1997年、『電磁戦隊メガレンジャー』挿入歌）
- 機刃をむけ!（1998年、『星獣戦隊ギンガマン』挿入歌）
- 荒ぶる! 合身獣士ブルタウラス（1998年、『星獣戦隊ギンガマン』挿入歌）
- PSYMA 〜破壊の烙印〜（1999年、『救急戦隊ゴーゴーファイブ』挿入歌）
- ロボイドのテーマ 〜星の運命〜（1999年、『燃えろ!!ロボコン』挿入歌）
- PURPLE PRIDE（2000年、『仮面ライダークウガ』イメージソング）
- 究極の闇（2000年、『仮面ライダークウガ』イメージソング）
- Rising your power to Gold（2000年、『仮面ライダークウガ』イメージソング）
- stranger in the dark（2001年、『仮面ライダーアギト』挿入歌）
- The usual suspects（2001年、『仮面ライダーアギト』イメージソング）

### イメージアルバム
- リーインカーネーション：The Re-In-Carnation（1983年、『悪魔の花嫁』イメージソング）
- 暗闇からのラブソング：The Love Song From The Darkness（1983年、『悪魔の花嫁』イメージソング）
- 甦える地球（1983年、『銀河創世紀伝 聖戦士キリー』イメージソング）
- エーリカ･マイ･ラブ（1983年、『超人ロック～コズミック･ゲーム～』イメージソング）
- 君の心を読む（1983年、『超人ロック～コズミック･ゲーム～』イメージソング）※有美とのデュエット
- 君を守りたい-ロックとランのテーマ-（1984年、『超人ロック〈光の剣〉』イメージソング）※荒川務とのデュエット
- SPACE KILLERS-追跡者達-（1984年、『超人ロック〈光の剣〉』イメージソング）
- スリムジーンでハイテク・ライド（1984年、『スラップ・スティック ミルキィ先生』イメージソング）
- EIGHTEEN YEARS STORY（1984年、『スラップ・スティック ミルキィ先生』イメージソング）
- まもってあげたい、ずーっと（1984年、『スラップ・スティック ミルキィ先生』イメージソング）
- (走)boy（1984年、『ペリカンロードII』イメージソング）
- I NEED YOU（1985年、『ペリカンロードIII』イメージソング）
- IN SEARCH OF TRUTH（1985年、『ペリカンロードIII』イメージソング）
- MANHATTAN NIGHTS（1985年、『ペリカンロードIII』イメージソング）
- あしたのソーサーマスクII世のうた（1993年、『Dragon Half』イメージソング）
- 戦え!サンハーフ（1993年、『Dragon Half』イメージソング）
- サウダーデ～帰郷～（1998年、『メビウスクラインII～胎動』イメージソング）

### ゲームソング
- 人妻戦隊アイサイガー!!（2005年、『人妻戦隊アイサイガー』オープニングテーマ）
  - ※「江園拓郎」名義

### CMソング
- 宝焼酎 純『カムバック・サーモン』 ※ザ・フェアリー名義
- 丸増健康ランド札幌温泉『ビッグシップ』（1988年）

### その他
- 中間英明『POINT OF NO RETURN』（1989年、ベーシストとしても参加している）
  - IN 2040, ON THE BEACH
  - STRANGER TO YOU

## 音楽担当作品
- 東海テレビ放送『愛の天使』（1994年）

## 楽曲提供
- 斉藤さおり
  - 応援歌（1991年、オムニバスアルバム「KOSHIEN OF DREAMS 〜夢のかたち〜」）
- Whiteberry
  - AKUBI（1999年.2000年にリメイク）
  - アニマル・ラブ（1999年）
  - 空の飛び方（1999年）
  - ちこくのうた（2000年）
  - 願い星（2000年）
  - 愛落人形（2000年）
  - まるごとテスト（2000年）
  - Dearest（2000年）
  - それだけなんだけど（2002年）
  - 10 years after（2002年）

など

## 編曲
- COW COW
  - Cow's 1st.（1992年）※アルバム
- 小比類巻かほる
  - 樹形図（2011年）※アルバム
- 佐久間学
  - 迷走（1993年）※アルバム
- TOKIO
  - ラン・フリー（スワン・ダンスを君と）（2007年世界フィギュアスケート選手権イメージソング）※コーラスアレンジ
- DOG FIGHT
  - STAY DREAM（1994年）※アルバム、DOG FIGHTと共同編曲
- 成田昭次
  - ZIG ZAG（1995年）
- Whiteberry
  - 通学路（1999年、『キョロちゃん』エンディングテーマ）※恩田快人と共同編曲
  - あそびたいの（1999年）
  - YUKI（1999年、『めちゃ²イケてるッ!』エンディングテーマ）
  - Whiteberryの小さな大冒険（2000年）※恩田快人と共同編曲
  - 夏祭り（2000年）※JITTERIN'JINNのカバー
  - P・O・T(Power Of Teens)（2000年）
  - 太陽をぶっとばせ!!（2000年）
  - めざせポケモンマスター（2001年、『ポケットモンスター』オープニングテーマ）※松本梨香のカバー
  - 立入禁止（2001年）
  - ときめきラブコール（2002年）
  - 中国四千年の恋（2002年）
  - 夜と霧（2002年）
  - 炭酸水（2002年）

## プロデュース
- 田村直美
  - CONCERT TOUR '96 MONSTER OF POP
  - CONCERT TOUR '96 MONSTER OF POP SPECIAL
- Whiteberry
  - アルバム『after school』（「坂井"パパさん"紀雄」名義）『（初）』『カメレオン』